# Ruth Roland

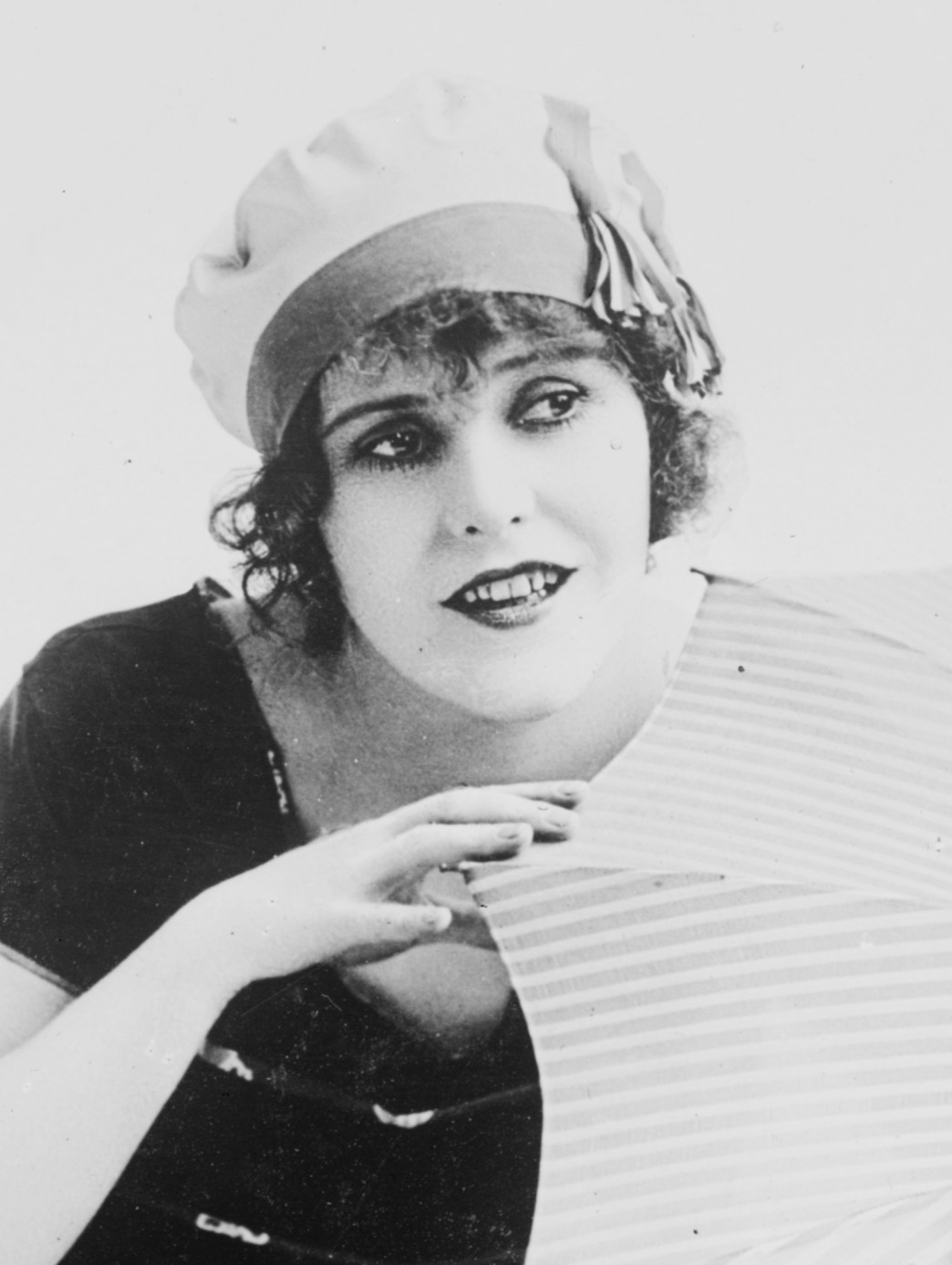
Ruth Roland

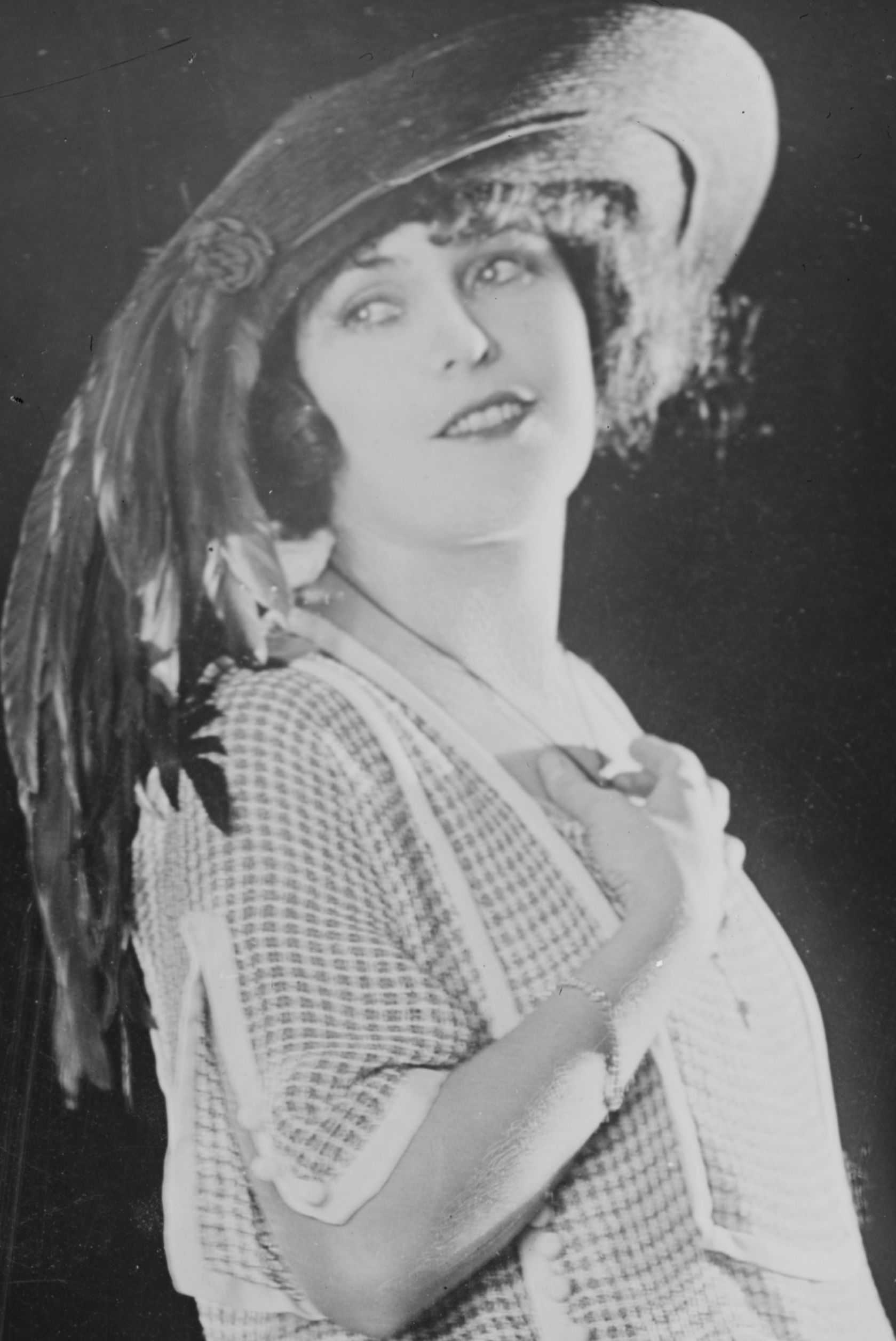
Ruth Roland

Ruth Roland (* 26. August 1892 in San Francisco, Kalifornien; † 22. September 1937 in Hollywood, Kalifornien) war eine US-amerikanische Film- und Theaterschauspielerin sowie Filmproduzentin.

## Leben
Ruth Roland kam als Tochter eines Theatermanagers und einer Theaterschauspielerin bereits früh mit dem Medium Schauspiel in Berührung und stand bereits im Alter von dreieinhalb Jahren auf der Theaterbühne. Nach der frühen Scheidung der Eltern wuchs sie bei ihrer Mutter auf, bis diese im Jahr 1900 starb, als Ruth Roland erst acht Jahre alt war. Die Obsorge übernahm daraufhin eine Tante.
Als Kind stand sie in Vaudeville-Produktionen auf der Bühne und wurde bei einem ihrer Auftritte, der in New York City stattfand, von Regisseur Sidney Olcott und dessen Kalem Company entdeckt. Dieser erkannte das Potenzial der damals 16-jährigen Ruth Roland und verpflichtete sie für seinen im Jahr 1908 produzierten Kurzfilm The Scarlet Letter. Roland wurde von den Produzenten jener Zeit, darunter Mack Sennett, sehr umworben, so dass ihre Wochengage von anfänglich 25 Dollar auf 100 Dollar angehoben wurde.
Ruth Roland stand bis 1927 in 211 Stummfilmen vor der Kamera, von denen sie zwischen 1919 und 1922 mit ihrer selbst gegründeten Gesellschaft Ruth Roland Serials vier Stück auch selbst produzierte. Mitte der 1920er Jahre ging Roland vermehrt ans Theater und spielte Vaudeville. 1930 gelang es ihr, in der Romanverfilmung Reno auch eine Hauptrolle in einem Tonfilm zu bekommen, allerdings wurde der Film von den Kritikern nicht gut angenommen. Als sie 1935 im Mysteryfilm From Nine to Nine ebenfalls zu sehen war, bekam sie lediglich eine Nebenrolle. Neben ihrer Karriere beim Film war Roland auch durch Spekulationen im Immobiliensektor reich geworden.
Sie war zweimal verheiratet. Im Mai 1917 trat sie mit Lionel T. Kent vor den Traualtar; die Scheidung folgte zwei Jahre später, 1919. Roland war in zweiter Ehe von 1929 bis zu ihrem Tod mit dem Schauspieler Ben Bard (1893–1974) verheiratet. Beide Ehen blieben kinderlos. Zurückgezogen und von der Öffentlichkeit weitgehend vergessen starb Ruth Roland im September 1937, im Alter von nur 45 Jahren, an Krebs.
Ihr ist heute ein Stern am Hollywood Walk of Fame gewidmet.

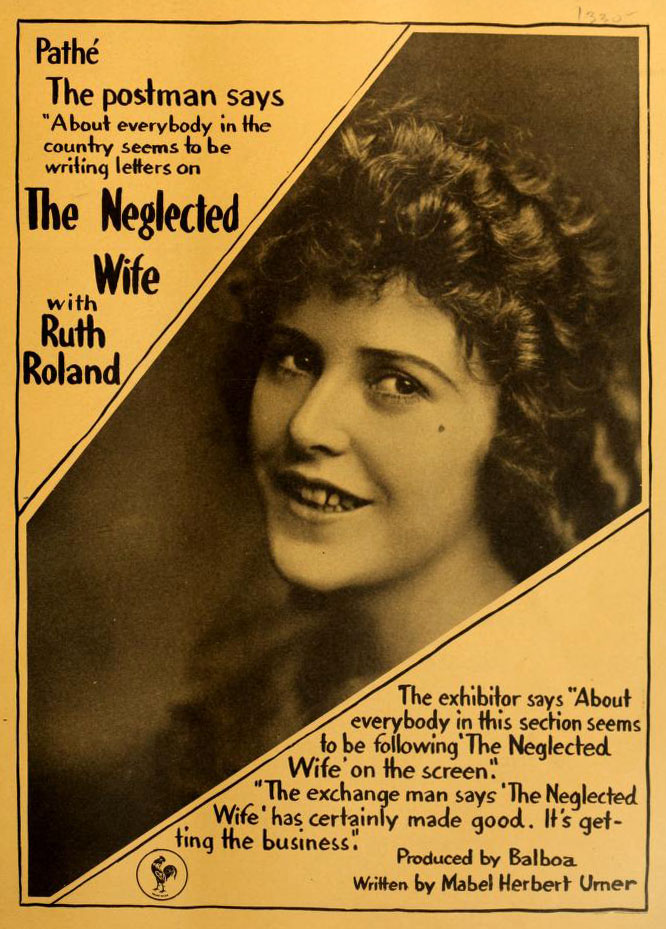
The Neglected Wife (1917)
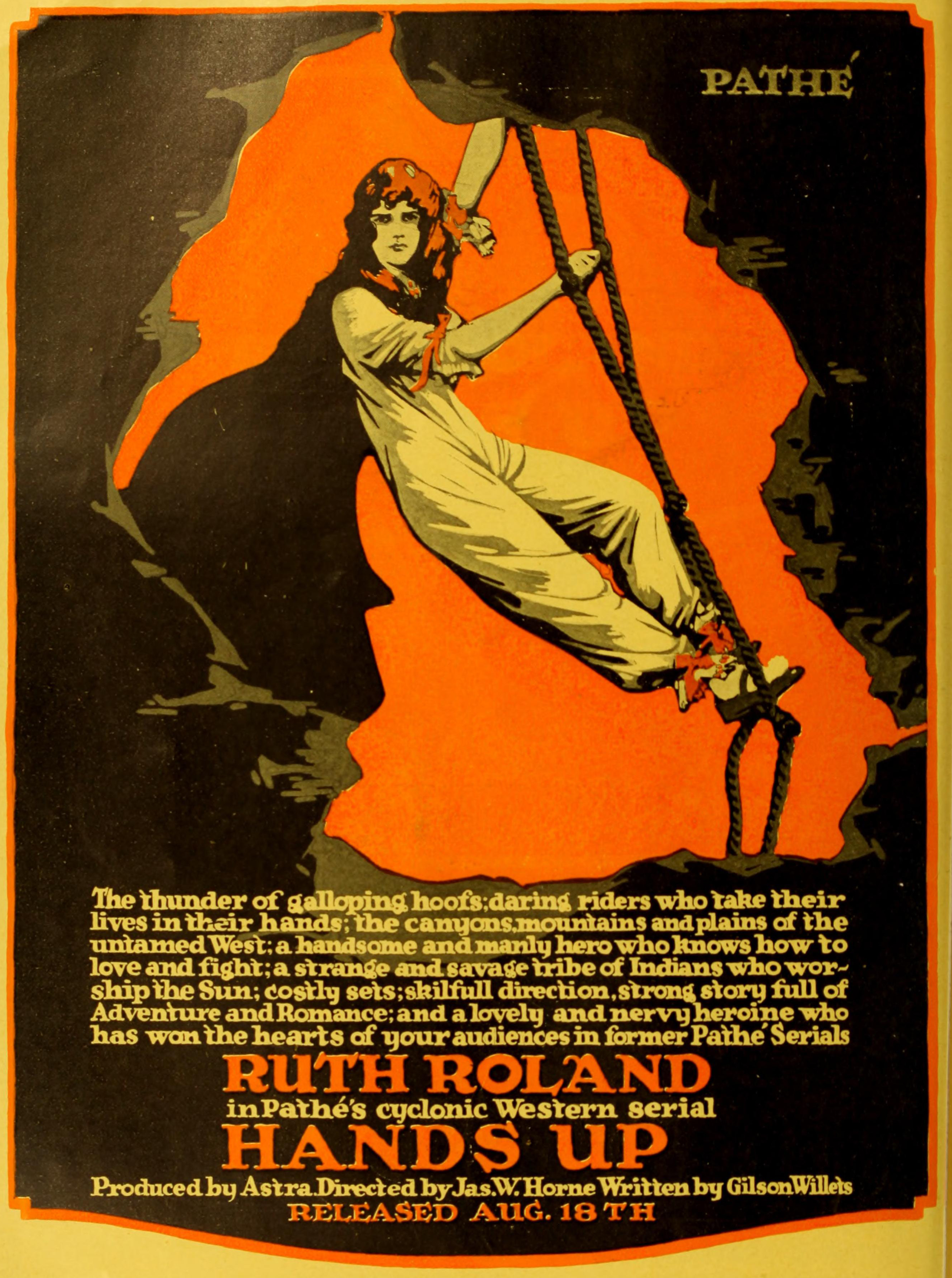
Hands Up (1918)
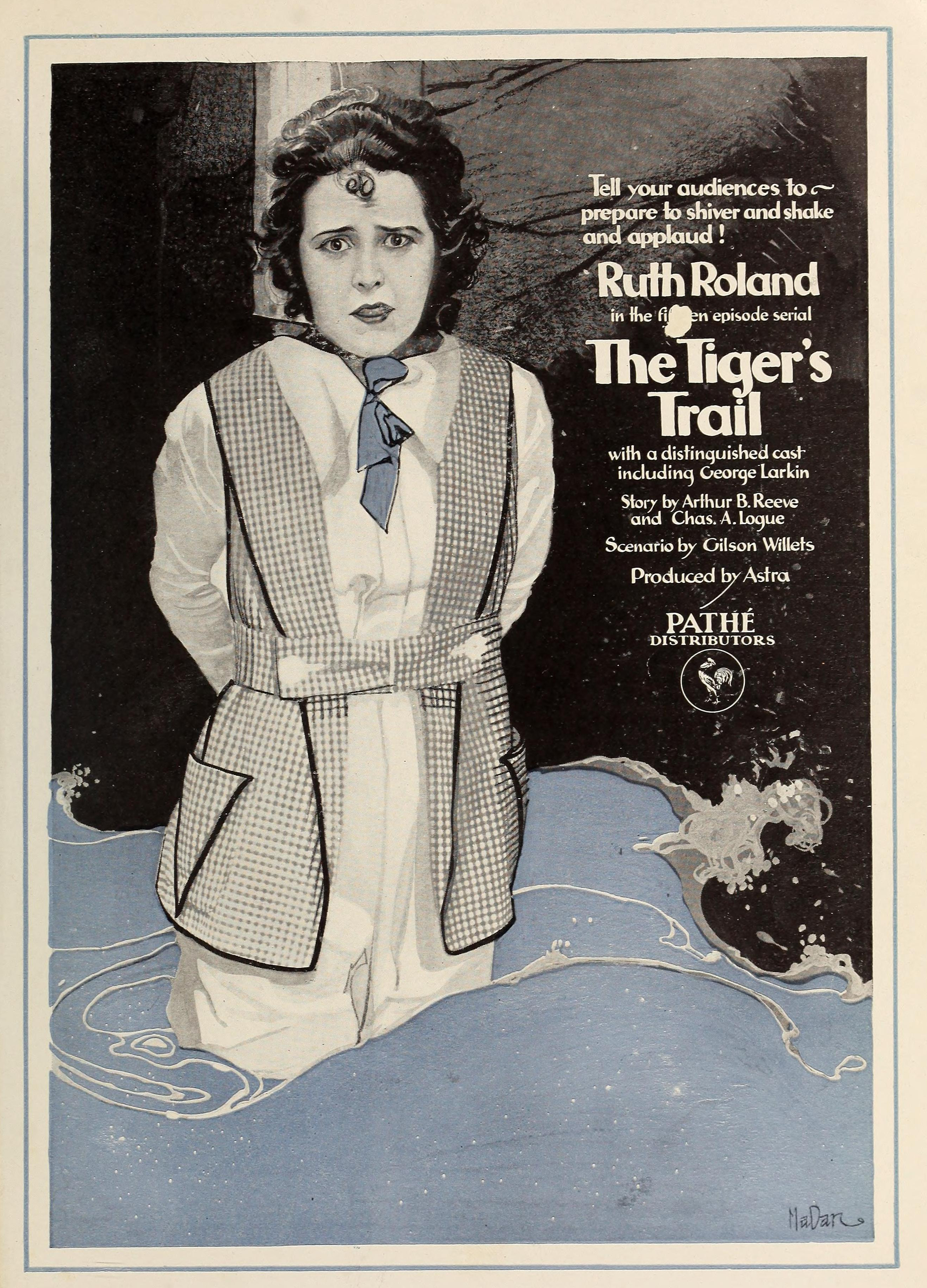
The Tiger's Trail (1919)
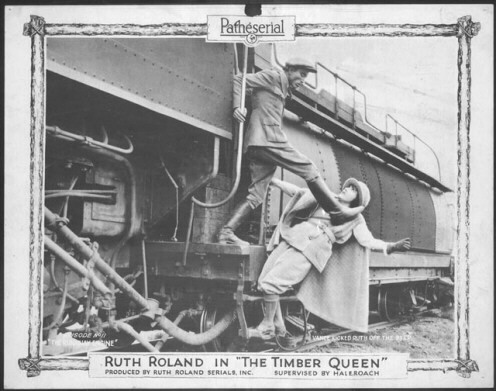
The Timber Queen (1922)

## Filmografie (Auswahl)

### 1908–1912 nur Kurzfilme
- 1908: The Scarlet Letter (verschollen)
- 1909: The Old Soldier’s Story
- 1909: The Cardboard Baby
- 1910: The Indian Scout’s Vengeance
- 1910: Her Indian Mother
- 1911: A Chance Shot
- 1911: A Sheepman’s Triumph
- 1911: Arizona Bill
- 1911: The Smugglers
- 1911: The Mesquite’s Gratitude
- 1911: How Texas Got Left
- 1911: Too Much Realism
- 1911: He Who Laughs Last
- 1912: The Cowboy Artist’s Jonah Day
- 1912: The Dude Cowboy
- 1912: The Desert Trail
- 1912: Things Are Seldom What They Seem
- 1912: How Jim Proposed
- 1912: Accidents Will Happen
- 1912: 'Walk, -- You, Walk!'
- 1912: The Swimming Party
- 1912: The Girl Deputy
- 1912: The Romance of a Dry Town
- 1912: The Trail Through the Hills
- 1912: The Kidnapped Conductor
- 1912: Outwitting Father
- 1912: The Schoolma’m of Stone Gulch
- 1912: The Trail of Gold
- 1912: The Pasadena Peach
- 1912: A Fish Story
- 1912: Hypnotic Nell
- 1912: Ranch Girls on a Rampage
- 1912: The Pugilist and the Girl
- 1912: The Chauffeur’s Dream
- 1912: The Girl Bandits’ Hoodoo
- 1912: The Beauty Parlor of Stone Gulch
- 1912: The Woman Hater
- 1912: The Hoodoo Hat
- 1912: The Loneliness of the Hills
- 1912: Dr. Skinnem’s Wonderful Invention
- 1912: In Peril of Their Lives
- 1912: Fat Bill’s Wooing
- 1912: Queen of the Kitchen
- 1912: A Hospital Hoax
- 1912: The Belle of the Beach
- 1912: Paying the Board Bill
- 1912: Death Valley Scotty’s Mine
- 1912: Stenographer Wanted
- 1912: The Bachelor’s Bride
- 1912: I Saw Him First
- 1912: The Landlubber
- 1912: Strong Arm Nellie
- 1912: The Chaperon Gets a Ducking
- 1912: Something Wrong with Bessie
- 1912: A California Snipe Hunt
- 1912: The Mummy and the Cowpuncher
- 1912: Pulque Pete and the Opera Troupe
- 1912: Brave Old Bill
- 1912: A Mountain Tragedy
- 1912: The Peace Offering
- 1913: The Mission of a Bullet (Kurzfilm)
- 1913: The Manicurist and the Mutt (Kurzfilm)
- 1913: A Hero’s Reward (Kurzfilm)
- 1913: One on Willie (Kurzfilm)
- 1913: The Horse That Wouldn’t Stay Hitched (Kurzfilm)
- 1913: Three Suitors and a Dog (Kurzfilm)
- 1913: The Matrimonial Venture of the 'Bar X' Hands (Kurzfilm)
- 1913: Trixie and the Press Agent (Kurzfilm)
- 1913: The Cold Storage Egg (Kurzfilm)
- 1913: Sally’s Guardian (Kurzfilm)
- 1913: The Sheriff of Stone Gulch (Kurzfilm)
- 1913: Parcel Post Johnnie (Kurzfilm)
- 1913: Absent Minded Abe (Kurzfilm)
- 1913: The Indian Mai’s Warning (Kurzfilm)
- 1913: Jones’ Jonah Day (Kurzfilm)
- 1913: The Cat and the Bonnet (Kurzfilm)
- 1913: The 'Fired' Cook (Kurzfilm)
- 1913: Fatty’s Deception (Kurzfilm)
- 1913: The Indestructible Mr. Jenks (Kurzfilm)
- 1913: The Bravest Girl in California (Kurzfilm)
- 1913: The Phony Singer (Kurzfilm)
- 1913: A Coupon Courtship (Kurzfilm)
- 1913: Fatty’s Busy Day (Kurzfilm)
- 1913: The Hash House Count (Kurzfilm)
- 1913: Pat, the Cowboy (Kurzfilm)
- 1913: The Egyptian Mummy (Kurzfilm)
- 1913: The Black Hand (Kurzfilm)
- 1913: The Comedy Team’s Strategy (Kurzfilm)
- 1913: When Women Are Police (Kurzfilm)
- 1913: Percy’s Wooing (Kurzfilm)
- 1913: Smoked to a Finish (Kurzfilm)
- 1913: Cupid’s Lariat (Kurzfilm)
- 1913: The Knight of Cyclone Gulch (Kurzfilm)
- 1913: Curing Her Extravagance (Kurzfilm)
- 1913: The Raiders from Double L Ranch (Kurzfilm)
- 1913: Entertaining Uncle (Kurzfilm)
- 1913: What the Doctor Ordered (Kurzfilm)
- 1913: The Tenderfoot’s Luck (Kurzfilm)
- 1913: Hoodooed on His Wedding Day (Kurzfilm)
- 1913: The Hobo and the Hobble Skirt (Kurzfilm)
- 1913: The Amateur Burglar (Kurzfilm)
- 1913: The Captivating Widow (Kurzfilm)
- 1913: Mike, the Timid Cop (Kurzfilm)
- 1913: Boggs’ Predicament (Kurzfilm)
- 1913: The Burglar and the Baby (Kurzfilm)
- 1913: One Best Bet (Kurzfilm)
- 1913: The Hobo and the Myth (Kurzfilm)
- 1913: And the Watch Came Back (Kurzfilm)
- 1913: Pete’s Insurance Policy (Kurzfilm)
- 1913: The Troublesome Telephone (Kurzfilm)
- 1913: The Speed Limit (Kurzfilm)
- 1913: The Tightwad’s Present (Kurzfilm)
- 1913: The Fickle Freak (Kurzfilm)
- 1913: Hypnotizing Mamie (Kurzfilm)
- 1913: The Laundress and the Lady (Kurzfilm)
- 1913: The Good Old Summer Time (Kurzfilm)
- 1913: Good for the Gout (Kurzfilm)
- 1913: While Father Telephoned (Kurzfilm)
- 1913: General Bunko’s Victory (Kurzfilm)
- 1913: Emancipated Women (Kurzfilm)
- 1913: Fat and Fate (Kurzfilm)
- 1913: Able–Minded Abe
- 1914: Bill’s Board Bill (Kurzfilm)
- 1914: The Joke on Jane (Kurzfilm)
- 1914: Only One Shirt (Kurzfilm)
- 1914: At Last They Eat (Kurzfilm)
- 1914: The Medicine Show at Stone Gulch (Kurzfilm)
- 1914: The Gun Behind the Man (Kurzfilm)
- 1914: Too Many Johnnies (Kurzfilm)
- 1914: A Bottled Romance (Kurzfilm)
- 1914: Reggie, the Squaw Man (Kurzfilm)
- 1914: Hiram’s Hotel (Kurzfilm)
- 1914: Looking for a Fortune (Kurzfilm)
- 1914: Her Fallen Hero (Kurzfilm)
- 1914: The Family Skeleton (Kurzfilm)
- 1914: And the Villain Still Pursued Her (Kurzfilm)
- 1914: The Confiscated Count (Kurzfilm)
- 1914: Hubby’s Night Off (Kurzfilm)
- 1914: Gertie Gets the Cash (Kurzfilm)
- 1914: Dippy’s Dream (Kurzfilm)
- 1914: McBride’s Bride (Kurzfilm)
- 1914: The Girl and the Gondolier (Kurzfilm)
- 1914: Tight Shoes (Kurzfilm)
- 1914: Reaping for the Whirlwind (Kurzfilm)
- 1914: The Wages of Sinn (Kurzfilm)
- 1914: An Elopement in Rome (Kurzfilm)
- 1914: Fleeing from the Fleas (Kurzfilm)
- 1914: Rube, the Interloper (Kurzfilm)
- 1914: Wanted: An Heir (Kurzfilm)
- 1914: The Bingville Fire Department (Kurzfilm)
- 1914: The Deadly Battle at Hicksville (Kurzfilm)
- 1914: Don’t Monkey with the Buzz Saw (Kurzfilm)
- 1914: A Substitute for Pants (Kurzfilm)
- 1914: Sherlock Bonehead (Kurzfilm)
- 1914: When Men Wear Skirts (Kurzfilm)
- 1914: Ham the Lineman (Kurzfilm)
- 1914: The Slavery of Foxicus (Kurzfilm)
- 1914: The Tattered Duke (Kurzfilm)
- 1914: Si’s Wonderful Mineral Spring (Kurzfilm)
- 1914: Ham and the Villain Factory (Kurzfilm)
- 1914: Lizzie the Life Saver (Kurzfilm)
- 1914: Ham, the Piano Mover (Kurzfilm)
- 1914: A Peach at the Beach (Kurzfilm)
- 1914: Ham the Iceman (Kurzfilm)
- 1914: Bud, Bill and the Waiter (Kurzfilm)
- 1914: Cupid Backs the Winners (Kurzfilm)
- 1914: Love, Oil and Grease (Kurzfilm)
- 1915: The Tip–Off (Kurzfilm)
- 1915: A Model Wife (Kurzfilm)
- 1915: The Girl Detective
- 1915: The Affair of the Deserted House (Kurzfilm)
- 1915: The Apartment House Mystery (Kurzfilm)
- 1915: The Disappearance of Harry Warrington (Kurzfilm)
- 1915: The Mystery of the Tea Dansant (Kurzfilm)
- 1915: She Would Be a Cowboy (Kurzfilm)
- 1915: Old Isaacson’s Diamonds (Kurzfilm)
- 1915: Jared Fairfax’s Millions (Kurzfilm)
- 1915: Following a Clue (Kurzfilm)
- 1915: Who Pays?
- 1915: The Price of Fame (Kurzfilm)
- 1915: The Pursuit of Pleasure (Kurzfilm)
- 1915: When Justice Sleeps (Kurzfilm)
- 1915: The Love Liar (Kurzfilm)
- 1915: Unto Herself Alone (Kurzfilm)
- 1915: Houses of Glass (Kurzfilm)
- 1915: Blue Blood and Yellow (Kurzfilm)
- 1915: Today and Tomorrow (Kurzfilm)
- 1915: For the Commonwealth (Kurzfilm)
- 1915: The Pomp of Earth (Kurzfilm)
- 1915: The Fruit of Folly (Kurzfilm)
- 1915: Toil and Tyranny (Kurzfilm)
- 1915: Comrade John
- 1915: The Red Circle
- 1916: The Matrimonial Martyr
- 1916: The Sultana (verschollen)
- 1917: The Devil’s Bait (Kurzfilm)
- 1917: The Neglected Wife
- 1917: The Stolen Play
- 1917: The Fringe of Society
- 1917: A Message from Reno (Kurzfilm)
- 1918: The Price of Folly (Kurzfilm)
- 1918: Phantom Fame (Kurzfilm)
- 1918: Counterfeit Clues (Kurzfilm)
- 1918: The Cat’s Paw (Kurzfilm)
- 1918: The Sin of Innocence (Kurzfilm)
- 1918: Sold for Gold (Kurzfilm)
- 1918: In Poverty’s Power (Kurzfilm)
- 1918: The Rebound (Kurzfilm)
- 1918: Shifting Sands (Kurzfilm)
- 1918: Cupid Angling (verschollen)
- 1918: Hands Up (verschollen)
- 1919: Love and the Law
- 1919: The Tiger’s Trail
- 1919: The Adventures of Rutu
- 1920: Ruth of the Rockies
- 1921: The Avenging Arrow
- 1922: White Eagle
- 1922: The Timber Queen
- 1923: The Haunted Valley
- 1923: Ruth of the Range (Filmreihe, 15 Filme, verschollen)
- 1925: Dollar Down
- 1925: Where the Worst Begins
- 1927: The Masked Woman (verschollen)
- 1927: Life in Hollywood No. 6 (Kurzfilm)
- 1927: Life in Hollywood No. 7 (Kurzfilm)
- 1930: Reno
- 1936: From Nine to Nine